# Этран (река)
Этран (швед. Ätran) — река в Швеции. Протяжённость реки составляет 240 либо 243 километра. Протекает по территории Халланда и Вестергётланда, через несколько озёр, крупнейшее из которых Осунден. Впадает в пролив Каттегат недалеко от города Фалькенберг. Высота истока — 332 м над уровнем моря. Площадь бассейна, по разным данным, — от 3342,2 до 3350 км².
Вдоль реки проходит дорога Эльтрастиген, построенная более тысячи лет назад. В Средние века побережье реки Этран неоднократно становилось местом сражений. В районе Фалькенберга водится лосось, распространено рыболовство.